# Expedition 27

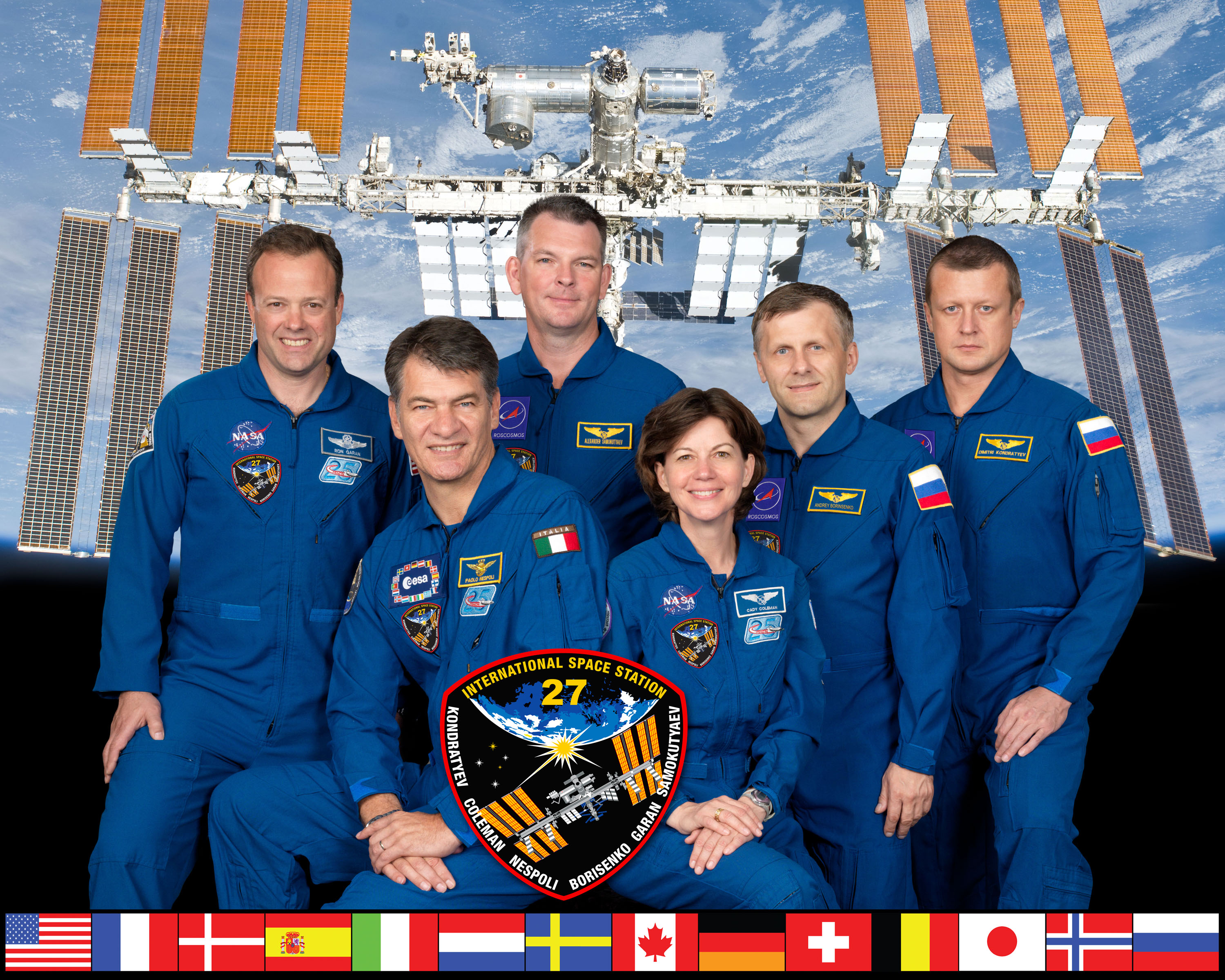
Expedition 27 besättning.

Expedition 27 var den 27:e expeditionen till den Internationella rymdstationen (ISS). Expeditionen började den 16 mars 2011 då delar av Expedition 28s besättning återvände till jorden med Sojuz TMA-20. Den avslutades  den23 maj 2011. I besättningen ingick Catherine G. Coleman, Paolo Nespoli, Dmitri Kondratjev, Andrej Borisenko, Aleksandr M. Samokutjajev och Ronald J. Garan.

## Besättningen
| Position       | Första delen (16 mars - 6 april 2011)      | Andra delen (6 april - 23 maj 2011)           |
| -------------- | ------------------------------------------ | --------------------------------------------- |
| Befälhavare    | Dmitri Kondratyev, RSA Första rymdfärd     | Dmitri Kondratyev, RSA Första rymdfärd        |
| Flygingenjör 1 | Catherine G. Coleman, NASA Tredje rymdfärd | Catherine G. Coleman, NASA Tredje rymdfärd    |
| Flygingenjör 2 | Paolo Nespoli, ESA Andra rymdfärd          | Paolo Nespoli, ESA Andra rymdfärd             |
| Flygingenjör 3 |                                            | Andrei Borisenko, RSA Första rymdfärd         |
| Flygingenjör 4 |                                            | Aleksandr M. Samokutjajev,RSA Första rymdfärd |
| Flygingenjör 5 |                                            | Ronald J. Garan, NASA Andra rymdfärd          |